# Вальтер Прагер
Вальтер Прагер (нім. Walter Prager) — швейцарський гірськолижник, перший чемпіон світу у швидкісному спуску. Також став переможцем Чемпіонату світу 1933 року. До та після війни тренував Дартмоську лижну команду. В армії сержант Прагер служив у 10-й гірській дивізії

## Досягнення

### Чемпіонат світу
| Турнір       | Місце проведення | Дата | Дисципліна | Результат |
| ------------ | ---------------- | ---- | ---------- | --------- |
| Мюррен 1931  | Мюррен           | 1931 | спуск      | чемпіон   |
| Інсбрук 1933 | Інсбрук          | 1933 | спуск      | чемпіон   |
| Інсбрук 1933 | Інсбрук          | 1933 | комбінація | 10.місце  |